# Francisco Javier de la Rosa Martí
Francisco Javier de la Rosa Martí (Barcelona, 29 de setembre de 1947) és un advocat, empresari i financer català, conegut per l'escàndol del cas KIO, en el qual presumptament es va apropiar indegudament d'uns 500 milions de dòlars quan era l'administrador a Espanya de les inversions del grup KIO (Kuwait Investments Office).

## Biografia
Javier de la Rosa és fill de l'advocat de l'estat Antonio de la Rosa. Amb l'arribada de la democràcia a Espanya es va destapar el cas de corrupció més important del postfranquisme a Catalunya. En el judici es va demostrar que Antonio va organitzar un desfalc a l'erari públic que va rondar els 1.230 milions de pessetes. Va fer estudis de dret a la Universitat de Barcelona i posteriorment va realitzar un màster en direcció d'empreses a l'IESE de Barcelona.
A 1971 va ingressar al Banco Pastor com a adjunt a la direcció. Posteriorment, va passar pel Banc Urquijo, abans d'incorporar-se al Banc Espanyol de Crèdit (Banesto), on va guanyar la confiança del president, Pablo Garnica, qui el 1976 el va nomenar director general del Banc Garriga Nogués, la filial de Banesto a Catalunya, i en paral·lel va fer les primeres operacions amb Kuwait Investment Office (KIO), el fons sobirà d'inversió de Kuwait. La seva etapa al capdavant de l'entitat va finalitzar el 1986, quan va esclatar un escàndol financer, en fer-se públic un forat de gairebé 100.000 milions de pessetes. L'escàndol va portar a una suspensió de pagaments del grup KIO Espanya d'uns 300.000 milions de pessetes (1.800 milions d'euros).
En 2007 complia condemna en tercer grau (dormir a la presó i sortir al matí a preparar la seva defensa en diversos litigis) a Can Brians, Catalunya. Javier de la Rosa va ser traslladat de la presó Model de Barcelona, després d'una oportuna fotografia que demostrava que podia ser assassinat des de qualsevol edifici proper a la presó (famosa foto de De la Rosa menjant un entrepà a la seva cel·la), el seu trasllat es va produir el 1992 cap a la presó d'Alcalá Meco de Madrid, on va compartir mòdul al costat de Mario Conde.
A l'estiu de 2011 va ser absolt per l'Audiència de Barcelona pel cas Hisenda.

### Relació amb el Partit Popular

#### Finançament
De la Rosa va declarar davant la jutge de l'Audiència Nacional, Teresa Palacios, que va lliurar a la cúpula del Partido Popular 20 milions de pessetes en 1991. De la Rosa va corroborar així una declaració anterior del dirigent català del PP Enric Lacalle i Coll en el sentit que ell no va rebre diners de De la Rosa i que les relacions econòmiques entre el seu partit i el financer es portaven des de Madrid. L'escàndol del finançament de De la Rosa al PP va esclatar en conèixer-se l'existència d'unes cartes en les quals Lacalle agraïa al financer les seves aportacions.

#### Defensa mediàtica del PP a De la Rosa
Cap al 1995, Francisco Marhuenda, cap de gabinet del ministre per a les Administracions Públiques, Mariano Rajoy, va escriure una sèrie d'escrits defensant De la Rosa mentre aquest estava a la presó.
| «                     | [El cas Tibidabo] és una conspiració en la qual conflueixen fiscals justiciers, periodistes ressentits, polítics amb foscos interessos i altres que volen amagar les seves vergonyes. | » |
| — Francisco Marhuenda | |   |

### Revelació d'enregistraments: finançament de CiU, el PP i acusacions a personalitats
El setembre de 2014, el jove i possible agent del CNI, Francisco Nicolás Gómez Iglesias, va gravar una conversa entre ell i De la Rosa a l'hotel Meliá Castilla de Madrid, conversa que posteriorment va ser confiscada després de la detenció per la Policia Nacional de Gómez Iglesias un mes després. Segons la informació proporcionada pels mitjans de comunicació a l'abril de 2015, quan va sortir a la llum l'enregistrament, Gómez Iglesias es va presentar a De la Rosa com un enviat de la Vicepresidència del Govern (el CNI depèn de Vicepresidència).
En la conversa Javier de la Rosa va explicar com entitats bancàries, entre les quals citava a Banesto, Banco Central i KIO —encara que també Ferrovial (vegeu Cas Millet), ACS, FCC, pagaven grans summes de diners al partit polític Convergència, aleshores presidit per Jordi Pujol i el tresorer del qual era Miquel Roca, amb la finalitat que el partit intentés frenar l'independentisme català. De la Rosa declarava que entre 1980 i 1995, ell mateix va lliurar en el despatx de Pujol diners i xecs per valor de 4500 milions de pessetes procedents de societats (27 milions d'euros):
| « | Li portava a la nit els diners en efectiu al seu despatx (...) Que ho baixava per la porta de darrere, com posa en l'informe, per una escaleta al cotxe i li ficava els xecs a les butxaques, davant d'Alavedra, per exemple. Centenars i centenars i centenars, fins a sumar 1.400 milions per a ell personalment, al marge d'uns altres 4.500 més per a Convergència. | » |

De la Rosa explicava que Jordi Pujol, protegit pels Mossos d'Esquadra lliurava a Madrid diners a Arturo Fassana, un broker que més tard va estar implicat en diversos casos de corrupció i que blanquejava els diners de Francisco Correa Sánchez, capitost del Cas Gürtel, una xarxa de corrupció política vinculada al Partit Popular (PP) i de Gao Ping, un ciutadà xinès implicat en el Cas Emperador per nombrosos delictes econòmics. Segons De la Rosa, Fassana guardava també 300 milions pertanyents al llavors Rei d'Espanya, Joan Carles I. També desvelava que Jordi Pujol feia pagaments mensuals al polític català del PP, Jorge Fernández Díaz, que al moment de sortir a la llum aquestes declaracions era ministre de l'Interior del Govern d'Espanya.
Quant al cèlebre Cas KIO, protagonitzat per una filial del Kuwait Investment Authority (KIA), el fons sobirà d'inversió de Kuwait, va assenyalar la implicació del rei Joan Carles I i estimava que la família Pujol tenia un patrimoni ocult d'entre 130 i 180 milions d'euros. De la Rosa explicava que la inhabilitació anys enrere del jutge Baltasar Garzón es devia realment al fet que durant una de les seves recerques s'havia topat per casualitat amb un dels comptes que utilitzava la trama descrita:
| « | Tot això és un cercle que si s'explica tot, explota tot, inclòs el rei (...) A Garzón se'l van carregar per això, no per res més, i ho sabrà la teva vicepresidenta millor que jo. Va anar a per ell a través de Peláez perquè Garzón havia tocat sense voler una tecla, com un elefant en una terrisseria, i havia entrat en el compte de Soleado, que és un compte genèric, no específic. És un compte de pas, per la qual ha passat tot Espanya, tots els catalans, tots els de Madrid. Va demanar la fiscalia que bloquegés tots els seus comptes i aquí està els diners d'aquest, del rei, dels Pujol, d'Agag... | » |

Javier de la Rosa també carregava contra l'expresident José María Aznar i l'antic ministre d'Economia i director del FMI, Rodrigo Rato, per ser els qui desviaven diners a comptes suïssos procedents de comptes del banc Seguribank. De la Rosa deia textualment:
| « | Ell sap [referint-se a Cristóbal Martell] perfectament que tots hi havien col·laborat aquí. Perquè ho enviaven a un compte meu a Suïssa. Del Partit Popular se'n portaven els diners Aznar i Rato d'aquí, de la sucursal del Seguribank, i em van fer fer vídeos d'aquests… perquè no s'ho creien. Anaven a dos quarts de nou de l'endemà Rato, el seu germà i Aznar a agafar maletes amb efectiu. | » |

De la Rosa deia que durant les privatitzacions de les grans empreses de l'Estat entre la dècada de 1980 i 1990, el rei va obtenir paquets d'accions d'Endesa, Ence, Abengoa, Telefónica i Repsol. De la Rosa també declarava haver rebut diners d'Emilio Botín, antic president del Banco Santander i que tota aquesta informació es podia demostrar gràcies a documentació en poder del diari nord-americà The New York Times; en aquest últim cas, De la Rosa explicava que per aquesta raó, desmentir la veracitat de la informació, Joan Carles I va visitar la redacció d'aquest periòdic el setembre de 2012 —visita que va ser «venuda» pels mitjans de comunicació com un intent del rei de millorar la imatge d'Espanya.